# Сигнализам
Сигнализам (лат. signum - знак) је неоавангардни књижевно-уметнички покрет, настао у српској култури средином шездесетих, а присталице на ширем југословенском простору стекао је крајем шездесетих и почетком седамдесетих година. Почеци сигнализма везују се за 1959. годину, када је његов оснивач и теоретичар Мирољуб Тодоровић почео с експериментима у језику, уверен да нема револуције у поезији уколико се она не изврши у њеном основном медијуму — у језику.

## Настанак и циљеви сигнализма
Рађање сигнализма у српској литератури и култури и његове тежње да се револуционишу и друге уметности (ликовне, позоришна, музичка и филмска), проистицало је из потребе да се негирају истрошени модели које је сачувала песничка и уопште културна традиција и потребе да се стваралачки одговори захтевима и „духовној ситуацији“ савремене технолошке и електронске цивилизације. У програмским текстовима (манифести и други текстови посебне намене) и конкретним уметничким делима сигнализма јасно је изражен одлучан раскид с „принципима неоромантизма и закаснелог симболизма“ који још увек владају у српској поезији и настојање да се радикалним захватима и на плану предметности (садржај) и на плану израза (форма) измени кôд српске поезије и усагласи са савременим тренутком.
Револуционисање језика поезије започето је његовом сцијентизацијом – уношењем симбола, формула, лексема и већих језичких исказа из егзактних наука (физике, биологије, хемије, математике, биохемије, астрофизике) и визуелизацијом текста (графичко разлагање речи, синтагми и исказа на слогове и слова као знакове и њихово распростирање на простору странице; уношење невербалних знакова у текст, као што су цртежи, графикони, фотографије и други елементи који се колажирају), тако да је прва фаза сигнализма означена термином сцијентизам, а њу најбоље илуструју књиге Мирољуба Тодоровића Планета (1965) и Путовање у Звездалију (1971) и циклуси песама Беланчевина, Кисеоник, Ожилиште као и други, у којима предметно поље омеђују категорије Простор, Време, Материја.
У даљем истраживачком и креативном раду, који траје већ четири деценије, сигналисти су значајно проширили сазнајне границе и обогатили жанровски профил савременог српског песништва. Сигналистичка поезија се може поделити на два основна облика – вербалну и невербалну поезију. У вербалну поезију спадају: сцијентистичка, алеаторна, стохастичка, технолошка, феноменолошка, шатровачка и апејронистичка поезија. У невербалну: визуелна, објектна, звучна и гестуална поезија.
Сигнализам остварује значајне резултате и у прози (експериментални роман, кратка прича). Нису занемарљива достигнућа неких сигналиста и у књижевности за децу. У ликовној уметности вредна дела се остварују у боди-арту, мејл-арту, перформансу и концептуалној уметности.
Конституисању сигнализма као неоавангардног покрета, који, негирајући књижевно, уметничко и културно наслеђе, поетичке и естетичке конвенције и канонизоване обликотворне поступке, инсистира на експерименту у реализацији новог, знатно су допринела три манифеста: Манифест песничке науке (1968), Манифест сигнализма: Regulae poesis (1969) и Сигнализам (1970), као и покретање Интернационалне ревије Сигнал (1970).
Сигнал је у периоду 1970-1973. изашао у пет свезака (бр. 1-9); у њему су, осим књижевних и ликовних прилога домаћих и страних уметника, објављивани краћи прикази и библиографски подаци о авангардним публикацијама у свету. Часопис до 1995, понајвише из финансијских разлога, није излазио. Од 1995. до 2004. штампано је нових десет свезака Сигнала (21 број). Поновно издавање часописа допринело је оживљавању и подмлађивању покрета.

## Истакнути инострани сарадници часописа „Сигнал“
- Раул Хаусман (Raoul Hausmann, дадаиста, оснивач Берлинске Даде 1918. године),
- Аугусто де Кампос (Augusto de Campos, један од покретача конкретне поезије),
- Микеле Перфети (Michele Perfetti, мејл-артиста, критичар и теоретичар неоавангарде, у више наврата писао о нашем сигнализму),
- Адријано Спатола (Adriano Spatola, италијански песник, уређивао часопис за експерименталну поезију „Там Там“),
- Клементе Падин (Clemente Padin, визуелни песник и теоретичар, у више наврата писао о сигнализму, уредник неоавангардног часописа "Ovum 10", из Уругваја),
- Жилијен Блен (Julien Blaine, визуелни песник, мејл-артист, концептуални уметник и перформер, уредник једног од најбољих часописа неоавангарде Doc(k)s-a),
- Саренко (Sarenco, визуелни песник, перформер, антологичар, оснивач и уредник италијанског неоавангардног часописа Lotta poetica),
- Еугенио Мичини (Eugenio Miccini, један од најистакнутијих италијанских визуелних песника и теоретичара неоавангарде),
- Ричард Костеланец (Richard Kostelanetz, визуелни песник, теоретичар неоавангарде, антологичар, уредник годишњака "Assembling"),
- Гиљермо Дајзлер (Guillermo Deisler, чилеански визуелни песник, критичар и антологичар),
- Боб Кобинг (Bob Cobbing, енглески конкретни песник и теоретичар звучне поезије),
- Ојген Гомрингер (Eugen Gomringer, конкретни песник и теоретичар, један од покретача конкретне поезије),
- Пјер Гарније (Pierre Garnier, конкретни песник и теоретичар, оснивач француског спацијализма – Le spatialisme – Prostorna poezija),
- Енцо Минарели (Enzo Minarelli, главни представник италијанске poesia visiva - видљива поезија),
- Кеичи Накамура (Keiichi Nakamura, јапански визуелни песник и мејл-артист),
- Дик Хигинс (Dick Higgins, визуелни песник и теоретичар неоавангарде, уредник издавачке куће енгл. Something Else Press),
- Дмитриј Булатов (Dmitry Bulatov, руски визуелни песник, теоретичар и антологичар),
- Сол Левит (Sol LeWitt, један од најистакнутијих америчких концептуалиста),
- Шозо Шимамото (Shozo Shimamoto, члан познате јапанске неоавангардне групе Гутаи),
- Др Клаус Петер Денкер (Dr Klaus Peter Dencker, визуелни песник и теоретичар, састављач једне од култних антологија визуелне поезије "Text-Bilder"),
- Руђеро Мађи (Ruggero Maggi, италијански ликовни уметник, визуелни песник и мејл-артиста),
- Данијел Далиган (Daniel Daligand, француски визуелни песник, мејл-артиста и критичар),
- Вили Р. Мељников (Willi R. Melnikov, руски визуелни песник, мејл-артиста и перформер),
- Кум-Нам Баик (Kum-Nam Baik, јужнокорејски мејл-артиста),
- Он Кавара (On Kawara, амерички концептуални уметник),
- Др Клаус Грох (Dr Klaus Groh, неодадаиста, оснивач великог неодадаистичког центра у Немачкој и аутор бројних антологија и зборника визуелне поезије, мејл-арта и концептуалне уметности).

## Радови наших сигналиста у страним антологијама
- Маурицио Спатола (Maurizio Spatola), Poesia sperimentale, Торино, Италија, 1970,
- Гиљермо Дајзлер (Guillermo Deisler), Poesia Visiva en el Mundo, Антофагаста, Чиле, 1972.
- Клаус Петер Денкер (Klaus Peter Dencker), Text-Bilder Visuele Poesie International Von der Antike bis zur Gegenwart, Келн, Немачка, 1972.
- Клаус Грох (Klaus Groh), Visuel – Konkret – International, Герстхофен, Немачка 1973.
- Фернандо Милан, (Fernando Millan), Jesus Garcia Sanches, La escritura en libertad, Мадрид, Шпанија, 1975.
- Алан Ридел (Alan Riddel), Typewriter Art, Лондон, Енглеска, 1975.
- Г. Ј. Де Роок (G.J. De Rook), Historische anthologie visuele poezie, Брисел, Белгија, 1976.
- Хосеп М. Фигуерес, Мануел де Сеабра (Josep M. Figueres, Manuel de Seabra), Antologia da poesia visual Europeia, Лисабон, Португал, 1977.
- Саренко (Sarenco), Poesia e prosa delle avangardie, Бреша, Италија, 1978.
- Жилијен Блен (Julien Blaine), Mail Artists in the World, Париз, Француска, 1978.
- Јулијан Корнхаузер (Julian Kornhauser), Tragarze zdan, Краков–Вроцлав, Пољска, 1983.
- Енрико Маршелони, Саренко (Enrico Marscelloni, Sarenco), Poesia totale 1897-1997: Dal colpo di dadi alla poesia visuale, Мантова, Италија, 1998.
- Дмитриј Булатов (Дмитрий Булатов, Dmitry Bulatov), Точка зрения. Визуальная поэзия: 90-е годы / Točka zrenija. Vizualnaja poezija. 90-e godi, Калињинград, Русија, 1998.
- Нико Василакис и Крег Хил (Nico Vassilakis, Crag Hill, ed.), The Last Vispo Anthology: Visual Poetry 1998-2008, FantaGraphic Books, Seattle, 2012.[1]
- Бари Талет.

Објављене су и три домаће антологије: Сигналистичка поезија (1971), Конкретна, визуелна и сигналистичка поезија (1975), Mail-Art Mail-Poetry (1980), као и неколико зборника и алманаха.

## Аутори и значајнија дела сигнализма
Начела сигнализма прихватају бројни песници, прозни писци и ликовни уметници, развијајући даље и ширећи основне идеје овог српског (југословенског) неоавангардног покрета.
Поред оснивача сигнализма Мирољуба Тодоровића (Kyberno, 1970, Свиња је одличан пливач, 1971, Гејак гланца гуљарке, 1974, Инсект на слепоочници, 1978, Алгол, 1980, Textum, 1981, Chinese erotism, 1983, Нокаут, 1984, Поново узјахујем Росинанта, 1987, Белоушка попије кошницу, 1988, Дневник авангарде, 1990, Електрична столица,1998, Тек што сам отворила пошту, 2000, Дошетало ми у уво, 2005, Плави ветар, 2006, Шатро приче, 2007), значајне доприносе теорији и пракси сигнализма дали су: Марина Абрамовић, Влада Стојиљковић, Звонимир Костић Палански, Слободан Павићевић (Силикати цвета, 1973, Радови на путу, 1984), Миливоје Павловић (Бела књига, 1974, Свет у сигналима, 1996), Зоран Поповић, Љубиша Јоцић (Месечина у тетрапаку, 1975, Колико је сати, 1976, Огледи о сигнализму, 1994), Божидар Шујица (Lisières, cicatrices, 1996), Јарослав Супек, Звонко Сарић (Шињел до сванућа, 2001, Хватач душе, 2003), Богислав Марковић (Алтајски сумрак, 2006), Илија Бакић (Пренатални живот, 1997, Нови Вавилон, 1998, Протоплазма, 2003, Јесен скупљача, 2007, Филмови, 2008), Слободан Шкеровић (Индиго, 2005, Све боје Арктуруса, 2006, Химера или Борг, 2008, Шаманијада, 2012, Тамна страна силе, 2013), Жарко Ђуровић (Свијет сигнализма, 2002), Адријан Сарајлија (Огледало за вампира, 2012), Душан Видаковић, Добривоје Јевтић, Дејан Богојевић, Андреј Тишма, Добрица Камперелић, Миливој Анђелковић и други.

## Из критичких приказа сигнализма
Бројни домаћи и инострани критичари и теоретичари високо су оценили сигнализам.
- „С књижевноисторијског становишта посматрано, сигнализам је – после зенитизма, надреализма и покрета социјалне литературе – следећи нов и аутохтон литерарно-уметнички авангардни покрет у српској књижевности 20. века. (…). Истовремено, сигнализам се у савременој српској и југословенској књижевности и култури потврђује као једна изразита модерна димензија и као апартна уметничка форма и производња. Без њега, све би, вероватно, било друкчије и ко зна колико оскудније.“ — Милош И. Бандић[2]

- „Први пут од појаве надреализма, двадесетих година, можемо, са тражењима Мирољуба Тодоровића да с радошћу утврдимо поново хватање корака српске поезије са истински авангардним тражењима у свету. (...). Отуд за мене представљају експерименти којима се са толико инвентивности одаје Мирољуб Тодоровић више но празнични свеж и свечан тренутак, а сигнализам као и примена математичко-кибернетичких поетских импулса и подстицаја, прву шансу да се скоро после педесет година и овој нашој паланци духа почну да догађају песничке чињенице од подстицајног значаја како за нас, тако и за читав свет.“ — Оскар Давичо[3]

- „Сигнализам је наша, паралелна појава у крилу најекстремније авангарде и то, између осталог објашњава његово међународно ширење, признање и значај у одређеним уметничким и интелектуалним срединама. То није нова естетика, школа или дисциплина у уобичајеном смислу, већ још више од тога: глобални и тотални стваралачки концепт, који, негирајући све прокушано искуство као традиционалистичко, хоће да успостави нов, универзалан систем вредности.“ — Зоран Маркуш[4]

- „Сигнализам значи корак напред у односу на конкретну поезију, визуелну поезију и уметност знака уопште...“ — Gillo Dorfles[5]

- „Права суштина сигнализма је што он очекује настајање планетарне свести.“ — [6]

- „Ако је тачно да једна уметност треба да буде по свом програму изван уобичајених токова, и у сталном контрасту са формама и идејама свога доба (Ниче), а то је сигурно тачно, онда ова бунтовна ознака нарочито важи за сигналистички покрет и за његовог оснивача Мирољуба Тодоровића у оној мери у којој је он знао не само квалитативно да одреди ово своје откриће као оперативни центар у југословенској културној панорами, већ исто тако и да надвиси националне границе стекавши изузетно поштовање у међународном кругу визуелне поезије.“ — [7]

- „За сигнализам и уметничко деловање Мирољуба Тодоровића почео сам се интересовати крајем 70-их година, на врхунцу својих фасцинација југословенском, посебно српском авангардном и неоавангардном поезијом. Не кријем да ме је понајвише интригирао теоријски аспект експерименталног стваралаштва, у чије се оквире сигнализам изузетно добро смештао, представљајући у свој својој величини најтипичније неоавангардне узусе послератне европске поезије, од конкретних и визуелних до феноменолошких и стохастичких песама.“ — Јулијан Корнхаузер[8]

- „Сигнализам је произишао из духовне атмосфере крајем педесетих и шездесетих година – из времена општег полета у различитим научним областима, у електронским и комуникационим системима, а исто тако и из очекивања друштвене и политичке обнове с једне и с друге стране тзв. гвоздене завесе. Поново је тада, после депресивних расположења која је донела филозофија егзистенцијализма, а која су последица трагичних искустава у два светска рата, почела да циркулише реч ново као ознака за експерименте у књижевности и ликовним уметностима: ново сликарство, нови роман, нова поезија, нова драма.“ — Радован Вучковић[9]

- „Мада је, углавном, деловао у области литературе и визивне уметности, сигналистички покрет је истовремено утицао, и то снажно, на југословенску естетичку културу, на традиционалну дефиницију уметничких дела и на стварање једног интерлингвистичког кључа. Скоро увек сигналистичка текстуална продукција остварује процесе утемељивања смисла који се ослањају на разне лингвистичке системе.“ — -{Matteo D’Ambrosio[10]

- „Стваралачки преврат који су сигнализам и његов творац извршили у песничком језику, у поезији, и шире у књижевности и уметности, крајем шездесетих и почетком седамдесетих година, по свом креативном набоју дубљи је и значајнији од онога што се у нашој поезији и култури дешавало педесетих година. Изузетно дејство творачке револуције сигнализма може се мерити једино са улогом историјске авангарде у нашој литератури почетком двадесетих.“ — Миливоје Павловић[11]

### Сигнализам у лексиконима
- Мала енциклопедија Просвета (општа енциклопедија), треће издање, „Просвета“, Београд, 1978.
- Југословенски књижевни лексикон, Матица српска, Нови Сад, 1984.
- Речник књижевних термина, прво издање, Институт за књижевност, „Нолит“, Београд, 1985.
- Мала енциклопедија Просвета (општа енциклопедија), четврто издање, „Просвета“, Београд, 1986.
- Опћа енциклопедија ЈЛЗ, (Допунски свезак), Југославенски лексикографски завод, Загреб, 1988.
- Речник књижевних термина, друго издање, Институт за књижевност, „Нолит“, Београд 1992.
- Поповић, Тања. „Сигнализам“ у: Речник књижевних термина, Београд, 2007, стр. 663-664.
- Енциклопедија српског народа, Завод за уџбенике, Београд, 2008, стр. 1002.